# Hugo Gießler
Hugo Gießler (* 16. April 1997) ist ein deutscher Schauspieler.

## Leben
Hugo Gießler bewarb sich zunächst 2009 für die Rolle des Thomas „Tommy“ Kluge in der deutschen Fernsehserie Schloss Einstein. In Folge 656 (Staffel 14, 2011) hatte er als Mitglied eines Wissenschaftsprojektes des Schuldirektors Dr. Berger (Robert Schupp) eine Komparsenrolle. Ab der 15. Staffel, die im Januar 2012 erstmals ausgestrahlt wurde, bis zur 18. Staffel (2015) verkörperte er als Hubertus Müller-Kehlbach eine der durchgehenden Serienhauptrollen. Der Schüler Müller-Kehlbach, den Gießler verkörperte, kam aus guten Verhältnissen (sein Vater besaß eine Reederei) und er mochte es nicht, wenn andere besser waren als er selbst. Aus diesem Grund intrigierte er gegen seine Mitschüler, doch seine Aktionen waren durchwegs von keinem oder nur kurzzeitigem Erfolg geprägt.
Im Sommer 2015 schloss er das Staatliche Gymnasium Arnstadt mit dem Abitur ab. Er macht eine Ausbildung zum Kaufmann für Büromanagement.

## Filmografie
- 2011; 2012–2015: Schloss Einstein (als Hubertus)
- 2012: KI.KA-Live Schloss Einstein Backstage